# Harry Borthwick
Harry Alfred Borthwick (* 7. Januar 1898 in Otsego, Minnesota; † 21. Mai 1974 in Silver Spring) war ein US-amerikanischer Botaniker. Er ist bekannt als Entdecker von Phytochrom.

## Leben
Borthwick wandte sich beeinflusst von seinem Onkel, dem Phytopathologen Harry B. Humphrey, dem Studium der Botanik an der University of Minnesota und der Stanford University zu mit dem Bachelor-Abschluss 1921 und dem Master-Abschluss 1924. Ab 1922 war er Assistent von E. C. Robbins an der University of California, Davis. Dort befasste er sich mit der Saatentwicklung von Gartensalat und Karotten und später mit Photoperiodismus an der staatlichen landwirtschaftlichen Versuchsstation in Beltsville (Maryland) bei S. L. Emsveller. Er benutzte mit Marion W. Parker Sojabohnen als Kurztagpflanzen und entdeckte unter anderem, dass kurze Beleuchtung (wenige Minuten) in der Nacht ausreicht, das Blühen zu verhindern. Mit Sterling Hendricks untersuchte er den Bereich des Spektrums, auf das das gesuchte, das Photoperiodismus-Verhalten auslösende Photorezeptor-Protein ansprach, und fanden es im sensitiv im roten Spektralbereich (entsprechend einem blauen oder grünen Pigment). Studien an Langtagpflanzen (Gerste) führten zu dem Ergebnis, dass dort dasselbe Protein wirkte; später wurde es als Phytochrom bezeichnet. Bald darauf entdeckten sie mit dem Forscherehepaar Toole, dass Experimente zur Keimung noch besser für die Untersuchung von Phytochromen geeignet waren als solche zum Blühen und sie entdeckten die hemmende Wirkung von Licht im dunkelroten Spektralbereich.
Er war Mitglied der National Academy of Sciences und seit 1971 der American Academy of Arts and Sciences. Er war Präsident der American Society for Plant Physiology und erhielt deren Stephen Hales Award. Außerdem erhielt er den Distinguished Service Award des US Departement of Agriculture.